# Sart (Salihli)
Pour les articles homonymes, voir Sart.
Sart est une ville du district de Salihli dans la province de Manisa en Turquie. La ville antique de Sardes se trouvait à cet emplacement.